# Vízilabda az 1984. évi nyári olimpiai játékokon
Az 1984. évi nyári olimpiai játékokon a vízilabda-torna az újkori olimpiák történetében tizenkilencedszer került a hivatalos programba. A tornát augusztus 1. és 10. között rendezték. A tornán 12 nemzet csapata vett részt, csak férfi torna volt. A címvédő a szovjet válogatott volt, a tornát a jugoszláv csapat nyerte. A magyar olimpikonok nem vettek részt az olimpián, így vízilabdában sem volt magyar résztvevő.

## Éremtáblázat
(A rendező ország csapata eltérő háttérszínnel, az egyes számoszlopok legmagasabb értéke, vagy értékei vastagítással kiemelve.)
| Az 1984. évi nyári olimpiai játékok éremtáblázata vízilabdában | Az 1984. évi nyári olimpiai játékok éremtáblázata vízilabdában | Az 1984. évi nyári olimpiai játékok éremtáblázata vízilabdában | Az 1984. évi nyári olimpiai játékok éremtáblázata vízilabdában | Az 1984. évi nyári olimpiai játékok éremtáblázata vízilabdában | Olimpia  |
| -------------------------------------------------------------- | -------------------------------------------------------------- | -------------------------------------------------------------- | -------------------------------------------------------------- | -------------------------------------------------------------- | -------- |
|                                                                | Ország                                                         | Arany                                                          | Ezüst                                                          | Bronz                                                          | Összesen |
| 1.                                                             | Jugoszlávia (YUG)                                              | 1                                                              | 0                                                              | 0                                                              | 1        |
| 2.                                                             | Egyesült Államok (USA)                                         | 0                                                              | 1                                                              | 0                                                              | 1        |
| 3.                                                             | NSZK (FRG)                                                     | 0                                                              | 0                                                              | 1                                                              | 1        |
|                                                                |                                                                |                                                                |                                                                |                                                                |          |
| Összesen                                                       | Összesen                                                       | 1                                                              | 1                                                              | 1                                                              | 3        |

## Érmesek
| Az 1984. évi nyári olimpiai játékok érmesei vízilabdában | Az 1984. évi nyári olimpiai játékok érmesei vízilabdában | Az 1984. évi nyári olimpiai játékok érmesei vízilabdában | Az 1984. évi nyári olimpiai játékok érmesei vízilabdában |
| --- | --- | --- | -------------------------------------------------------- |
| Arany | Ezüst | Bronz |                                                          |
| Jugoszlávia (YUG) | Egyesült Államok (USA) | NSZK (FRG) |                                                          |
| Milorad Krivokapić Deni Lušić Zoran Petrović Božo Vuletić Veselin Đuho Zoran Roje Milivoj Bebić Perica Bukić Goran Sukno Tomislav Paškvalin Igor Milanović Dragan Andrić Andrija Popović | Craig Wilson Kevin Robertson Gary Figueroa Peter Campbell Douglas Burke Joseph Vargas Jon Svendsen John Siman Andrew McDonald Terry Schroeder Jody Campbell Timothy Shaw Christopher Dorst | Peter Röhle Thomas Loebb Frank Otto Rainer Hoppe Armando Fernández Thomas Huber Jürgen Schröder Rainer Osselmann Hagen Stamm Roland Freund Dirk Theismann Werner Obschemikat |                                                          |

## Lebonyolítás
A csapatokat 3 darab 4 csapatból álló csoportba sorsolták. A csoporton belül körmérkőzések döntötték el a csoportok végeredményét. A csoportmérkőzések után az első két helyezett jutott az döntő csoportkörbe, a harmadik és negyedik helyezett a 7–12. helyért játszhatott egy újabb csoportban. A helyezésekért zajló csoportkörökben a hat-hat csapat újabb körmérkőzésekkel döntötte el a végső helyezéseket. A csapatok a csoportkör során játszott egymás elleni eredményeiket magukkal vitték, így mindegyik csapat 4 mérkőzést játszott.

## Csoportkör
| Színmagyarázat                                                             |
| -------------------------------------------------------------------------- |
| A csoportok első két helyezettje bejutott a döntő csoportkörbe.            |
| A csoportok harmadik és negyedik helyezettjei a 7–12. helyért játszhattak. |

### A csoport
| Csapat            | M | Gy | D | V | G+ | G– | Gk  | P |
| ----------------- | - | -- | - | - | -- | -- | --- | - |
| Jugoszlávia (YUG) | 3 | 3  | 0 | 0 | 34 | 16 | +18 | 6 |
| Hollandia (NED)   | 3 | 2  | 0 | 1 | 25 | 26 | –1  | 4 |
| Kína (CHN)        | 3 | 1  | 0 | 2 | 21 | 27 | –6  | 2 |
| Kanada (CAN)      | 3 | 0  | 0 | 3 | 18 | 29 | –11 | 0 |

| 1984. augusztus 1. 08:30 | Kanada (CAN)         | 4–13 | Jugoszlávia (YUG) |  |
| 1984. augusztus 1. 08:30 | (1–3, 3–3, 0–2, 0–5) |      |                   |  |
| 1984. augusztus 1. 08:30 |                      |      |                   |  |

| 1984. augusztus 1. 08:30 | Kína (CHN)           | 8–10 | Hollandia (NED) |  |
| 1984. augusztus 1. 08:30 | (3–2, 2–2, 1–2, 2–4) |      |                 |  |
| 1984. augusztus 1. 08:30 |                      |      |                 |  |

| 1984. augusztus 2. 19:30 | Kína (CHN)           | 7–12 | Jugoszlávia (YUG) |  |
| 1984. augusztus 2. 19:30 | (0–3, 2–3, 4–3, 1–3) |      |                   |  |
| 1984. augusztus 2. 19:30 |                      |      |                   |  |

| 1984. augusztus 2. 19:30 | Hollandia (NED)      | 10–9 | Kanada (CAN) |  |
| 1984. augusztus 2. 19:30 | (3–5, 3–1, 1–2, 3–1) |      |              |  |
| 1984. augusztus 2. 19:30 |                      |      |              |  |

| 1984. augusztus 3. 13:30 | Kína (CHN)           | 6–5 | Kanada (CAN) |  |
| 1984. augusztus 3. 13:30 | (2–0, 1–2, 1–2, 2–1) |     |              |  |
| 1984. augusztus 3. 13:30 |                      |     |              |  |

| 1984. augusztus 3. 13:30 | Hollandia (NED)      | 5–9 | Jugoszlávia (YUG) |  |
| 1984. augusztus 3. 13:30 | (1–4, 1–2, 2–1, 1–2) |     |                   |  |
| 1984. augusztus 3. 13:30 |                      |     |                   |  |

### B csoport
| Csapat                 | M | Gy | D | V | G+ | G– | Gk  | P |
| ---------------------- | - | -- | - | - | -- | -- | --- | - |
| Egyesült Államok (USA) | 3 | 3  | 0 | 0 | 32 | 17 | +15 | 6 |
| Spanyolország (ESP)    | 3 | 2  | 0 | 1 | 39 | 31 | +8  | 4 |
| Görögország (GRE)      | 3 | 0  | 1 | 2 | 23 | 33 | –10 | 1 |
| Brazília (BRA)         | 3 | 0  | 1 | 2 | 25 | 38 | –13 | 1 |

| 1984. augusztus 1. 13:30 | Brazília (BRA)       | 12–19 | Spanyolország (ESP) |  |
| 1984. augusztus 1. 13:30 | (3–7, 3–3, 3–4, 3–5) |       |                     |  |
| 1984. augusztus 1. 13:30 |                      |       |                     |  |

| 1984. augusztus 1. 13:30 | Egyesült Államok (USA) | 12–5 | Görögország (GRE) |  |
| 1984. augusztus 1. 13:30 | (2–0, 2–1, 5–2, 3–2)   |      |                   |  |
| 1984. augusztus 1. 13:30 |                        |      |                   |  |

| 1984. augusztus 2. 08:30 | Görögország (GRE)    | 9–12 | Spanyolország (ESP) |  |
| 1984. augusztus 2. 08:30 | (1–1, 2–4, 4–3, 2–4) |      |                     |  |
| 1984. augusztus 2. 08:30 |                      |      |                     |  |

| 1984. augusztus 2. 08:30 | Egyesült Államok (USA) | 10–4 | Brazília (BRA) |  |
| 1984. augusztus 2. 08:30 | (1–1, 1–1, 4–2, 4–0)   |      |                |  |
| 1984. augusztus 2. 08:30 |                        |      |                |  |

| 1984. augusztus 3. 19:30 | Görögország (GRE)    | 9–9 | Brazília (BRA) |  |
| 1984. augusztus 3. 19:30 | (4–2, 2–3, 0–1, 3–3) |     |                |  |
| 1984. augusztus 3. 19:30 |                      |     |                |  |

| 1984. augusztus 3. 19:30 | Egyesült Államok (USA) | 10–8 | Spanyolország (ESP) |  |
| 1984. augusztus 3. 19:30 | (1–1, 3–2, 4–2, 2–3)   |      |                     |  |
| 1984. augusztus 3. 19:30 |                        |      |                     |  |

### C csoport
| Csapat            | M | Gy | D | V | G+ | G– | Gk  | P |
| ----------------- | - | -- | - | - | -- | -- | --- | - |
| NSZK (FRG)        | 3 | 3  | 0 | 0 | 35 | 18 | +17 | 6 |
| Ausztrália (AUS)  | 3 | 1  | 1 | 1 | 27 | 20 | +7  | 3 |
| Olaszország (ITA) | 3 | 1  | 1 | 1 | 27 | 23 | +4  | 3 |
| Japán (JPN)       | 3 | 0  | 0 | 3 | 15 | 43 | –28 | 0 |

| 1984. augusztus 1. 19:30 | Japán (JPN)          | 5–15 | Olaszország (ITA) |  |
| 1984. augusztus 1. 19:30 | (1–4, 0–5, 3–2, 1–4) |      |                   |  |
| 1984. augusztus 1. 19:30 |                      |      |                   |  |

| 1984. augusztus 1. 19:30 | Ausztrália (AUS)     | 6–10 | NSZK (FRG) |  |
| 1984. augusztus 1. 19:30 | (0–3, 1–2, 3–2, 2–3) |      |            |  |
| 1984. augusztus 1. 19:30 |                      |      |            |  |

| 1984. augusztus 2. 13:30 | Ausztrália (AUS)     | 8–8 | Olaszország (ITA) |  |
| 1984. augusztus 2. 13:30 | (2–3, 2–2, 2–3, 2–0) |     |                   |  |
| 1984. augusztus 2. 13:30 |                      |     |                   |  |

| 1984. augusztus 2. 13:30 | Japán (JPN)          | 8–15 | NSZK (FRG) |  |
| 1984. augusztus 2. 13:30 | (2–7, 2–4, 2–1, 2–3) |      |            |  |
| 1984. augusztus 2. 13:30 |                      |      |            |  |

| 1984. augusztus 3. 08:30 | Japán (JPN)          | 2–15 | Ausztrália (AUS) |  |
| 1984. augusztus 3. 08:30 | (0–3, 0–4, 2–3, 0–5) |      |                  |  |
| 1984. augusztus 3. 08:30 |                      |      |                  |  |

| 1984. augusztus 3. 08:30 | Olaszország (ITA)    | 4–10 | NSZK (FRG) |  |
| 1984. augusztus 3. 08:30 | (0–3, 2–2, 1–2, 1–3) |      |            |  |
| 1984. augusztus 3. 08:30 |                      |      |            |  |

## Rájátszás

### 7–12. helyért
| 1984. augusztus 6. 08:30 | Kína (CHN)           | 10–4 | Japán (JPN) |  |
| 1984. augusztus 6. 08:30 | (3–1, 3–2, 3–0, 1–1) |      |             |  |
| 1984. augusztus 6. 08:30 |                      |      |             |  |

| 1984. augusztus 6. 13:30 | Kanada (CAN)         | 8–11 | Görögország (GRE) |  |
| 1984. augusztus 6. 13:30 | (2–3, 2–3, 1–2, 3–3) |      |                   |  |
| 1984. augusztus 6. 13:30 |                      |      |                   |  |

| 1984. augusztus 6. 19:30 | Brazília (BRA)       | 4–13 | Olaszország (ITA) |  |
| 1984. augusztus 6. 19:30 | (1–2, 2–4, 0–2, 1–5) |      |                   |  |
| 1984. augusztus 6. 19:30 |                      |      |                   |  |

| 1984. augusztus 7. 08:30 | Japán (JPN)          | 7–14 | Görögország (GRE) |  |
| 1984. augusztus 7. 08:30 | (1–4, 2–4, 1–2, 3–4) |      |                   |  |
| 1984. augusztus 7. 08:30 |                      |      |                   |  |

| 1984. augusztus 7. 13:30 | Kína (CHN)           | 8–11 | Olaszország (ITA) |  |
| 1984. augusztus 7. 13:30 | (3–3, 2–5, 1–1, 2–2) |      |                   |  |
| 1984. augusztus 7. 13:30 |                      |      |                   |  |

| 1984. augusztus 7. 19:30 | Kanada (CAN)         | 10–10 | Brazília (BRA) |  |
| 1984. augusztus 7. 19:30 | (2–1, 2–2, 4–5, 2–2) |       |                |  |
| 1984. augusztus 7. 19:30 |                      |       |                |  |

| 1984. augusztus 9. 08:30 | Kína (CHN)           | 11–9 | Brazília (BRA) |  |
| 1984. augusztus 9. 08:30 | (2–1, 4–3, 3–2, 2–3) |      |                |  |
| 1984. augusztus 9. 08:30 |                      |      |                |  |

| 1984. augusztus 9. 13:30 | Japán (JPN)          | 5–8 | Kanada (CAN) |  |
| 1984. augusztus 9. 13:30 | (1–3, 1–1, 2–1, 1–3) |     |              |  |
| 1984. augusztus 9. 13:30 |                      |     |              |  |

| 1984. augusztus 9. 19:30 | Görögország (GRE)    | 8–8 | Olaszország (ITA) |  |
| 1984. augusztus 9. 19:30 | (1–2, 3–2, 3–2, 1–2) |     |                   |  |
| 1984. augusztus 9. 19:30 |                      |     |                   |  |

| 1984. augusztus 10. 08:30 | Japán (JPN)          | 9–8 | Brazília (BRA) |  |
| 1984. augusztus 10. 08:30 | (1–1, 4–0, 3–2, 5–1) |     |                |  |
| 1984. augusztus 10. 08:30 |                      |     |                |  |

| 1984. augusztus 10. 13:30 | Olaszország (ITA)    | 16–9 | Kanada (CAN) |  |
| 1984. augusztus 10. 13:30 | (4–0, 3–1, 3–3, 6–5) |      |              |  |
| 1984. augusztus 10. 13:30 |                      |      |              |  |

| 1984. augusztus 10. 19:30 | Kína (CHN)           | 9–10 | Görögország (GRE) |  |
| 1984. augusztus 10. 19:30 | (2–3, 4–3, 1–2, 3–1) |      |                   |  |
| 1984. augusztus 10. 19:30 |                      |      |                   |  |

Végeredmény
A táblázat tartalmazza
- az A csoportban lejátszott Kína–Kanada 6–5-ös,
- a B csoportban lejátszott Görögország–Brazília 9–9-es, és a
- a C csoportban lejátszott Japán–Olaszország 5–15-ös eredményét is.

| Csapat            | M | Gy | D | V | G+ | G– | Gk  | P |
| ----------------- | - | -- | - | - | -- | -- | --- | - |
| Olaszország (ITA) | 5 | 4  | 1 | 0 | 63 | 34 | +29 | 9 |
| Görögország (GRE) | 5 | 3  | 2 | 0 | 52 | 41 | +11 | 8 |
| Kína (CHN)        | 5 | 3  | 0 | 2 | 44 | 39 | +5  | 6 |
| Kanada (CAN)      | 5 | 1  | 1 | 3 | 40 | 48 | –8  | 3 |
| Japán (JPN)       | 5 | 1  | 0 | 4 | 30 | 55 | –25 | 2 |
| Brazília (BRA)    | 5 | 0  | 2 | 3 | 40 | 52 | –12 | 2 |

### Döntő csoportkör
| 1984. augusztus 6. 08:30 | Jugoszlávia (YUG)    | 9–6 | Ausztrália (AUS) |  |
| 1984. augusztus 6. 08:30 | (3–1, 0–2, 3–2, 3–1) |     |                  |  |
| 1984. augusztus 6. 08:30 |                      |     |                  |  |

| 1984. augusztus 6. 13:30 | Egyesült Államok (USA) | 8–7 | Hollandia (NED) |  |
| 1984. augusztus 6. 13:30 | (2–2, 3–2, 3–2, 0–1)   |     |                 |  |
| 1984. augusztus 6. 13:30 |                        |     |                 |  |

| 1984. augusztus 6. 19:30 | Spanyolország (ESP)  | 8–8 | NSZK (FRG) |  |
| 1984. augusztus 6. 19:30 | (2–1, 2–2, 1–4, 3–1) |     |            |  |
| 1984. augusztus 6. 19:30 |                      |     |            |  |

| 1984. augusztus 7. 08:30 | Ausztrália (AUS)     | 7–12 | Egyesült Államok (USA) |  |
| 1984. augusztus 7. 08:30 | (2–3, 1–4, 1–1, 3–4) |      |                        |  |
| 1984. augusztus 7. 08:30 |                      |      |                        |  |

| 1984. augusztus 7. 13:30 | Jugoszlávia (YUG)    | 10–9 | NSZK (FRG) |  |
| 1984. augusztus 7. 13:30 | (3–4, 3–1, 3–1, 1–3) |      |            |  |
| 1984. augusztus 7. 13:30 |                      |      |            |  |

| 1984. augusztus 7. 19:30 | Spanyolország (ESP)  | 8–4 | Hollandia (NED) |  |
| 1984. augusztus 7. 19:30 | (2–1, 2–1, 2–2, 2–0) |     |                 |  |
| 1984. augusztus 7. 19:30 |                      |     |                 |  |

| 1984. augusztus 9. 08:30 | Egyesült Államok (USA) | 8–7 | NSZK (FRG) |  |
| 1984. augusztus 9. 08:30 | (1–1, 1–2, 4–2, 2–2)   |     |            |  |
| 1984. augusztus 9. 08:30 |                        |     |            |  |

| 1984. augusztus 9. 13:30 | Ausztrália (AUS)     | 8–7 | Hollandia (NED) |  |
| 1984. augusztus 9. 13:30 | (2–1, 2–3, 1–1, 3–2) |     |                 |  |
| 1984. augusztus 9. 13:30 |                      |     |                 |  |

| 1984. augusztus 9. 19:30 | Spanyolország (ESP)  | 8–14 | Jugoszlávia (YUG) |  |
| 1984. augusztus 9. 19:30 | (4–3, 0–3, 4–5, 0–3) |      |                   |  |
| 1984. augusztus 9. 19:30 |                      |      |                   |  |

| 1984. augusztus 10. 8:30 | NSZK (FRG)           | 15–2 | Hollandia (NED) |  |
| 1984. augusztus 10. 8:30 | (5–1, 4–0, 2–1, 4–0) |      |                 |  |
| 1984. augusztus 10. 8:30 |                      |      |                 |  |

| 1984. augusztus 10. 13:30 | Ausztrália (AUS)     | 10–10 | Spanyolország (ESP) |  |
| 1984. augusztus 10. 13:30 | (3–3, 3–2, 1–2, 3–3) |       |                     |  |
| 1984. augusztus 10. 13:30 |                      |       |                     |  |

| 1984. augusztus 10. 19:30 | Egyesült Államok (USA) | 5–5 | Jugoszlávia (YUG) |  |
| 1984. augusztus 10. 19:30 | (1–1, 2–1, 2–1, 0–2)   |     |                   |  |
| 1984. augusztus 10. 19:30 |                        |     |                   |  |

Végeredmény
A táblázat tartalmazza
- az A csoportban lejátszott Hollandia–Jugoszlávia 5–9-es,
- a B csoportban lejátszott Egyesült Államok–Spanyolország 10–8-as, és a
- a C csoportban lejátszott Ausztrália–Nyugat-Németország 6–10-es eredményét is.

| Csapat                 | M | Gy | D | V | G+ | G– | Gk  | P |
| ---------------------- | - | -- | - | - | -- | -- | --- | - |
| Jugoszlávia (YUG)      | 5 | 4  | 1 | 0 | 47 | 33 | +14 | 9 |
| Egyesült Államok (USA) | 5 | 4  | 1 | 0 | 43 | 34 | +9  | 9 |
| NSZK (FRG)             | 5 | 2  | 1 | 2 | 49 | 34 | +15 | 5 |
| Spanyolország (ESP)    | 5 | 2  | 0 | 3 | 42 | 46 | –4  | 4 |
| Ausztrália (AUS)       | 5 | 1  | 1 | 3 | 37 | 48 | –11 | 3 |
| Hollandia (NED)        | 5 | 0  | 0 | 5 | 25 | 48 | –23 | 0 |

| Az 1984. évi nyári olimpiai játékok férfi vízilabdatornájának olimpiai bajnoka |
| · JUGOSZLÁVIA · 2. cím                                                         |
| ------------------------------------------------------------------------------ |

## Végeredmény
| Helyezés | Csapat                 | M | Gy | D | V | G+ | G– | Gk  | P  |
| -------- | ---------------------- | - | -- | - | - | -- | -- | --- | -- |
| Arany    | Jugoszlávia (YUG)      | 7 | 6  | 1 | 0 | 72 | 44 | +28 | 13 |
| Ezüst    | Egyesült Államok (USA) | 7 | 6  | 1 | 0 | 65 | 43 | +22 | 13 |
| Bronz    | NSZK (FRG)             | 7 | 4  | 1 | 2 | 74 | 46 | +28 | 9  |
| 4.       | Spanyolország (ESP)    | 7 | 3  | 2 | 2 | 73 | 67 | +6  | 8  |
| 5.       | Ausztrália (AUS)       | 7 | 2  | 2 | 3 | 60 | 58 | +2  | 6  |
| 6.       | Hollandia (NED)        | 7 | 2  | 0 | 5 | 45 | 65 | –20 | 4  |
|          |                        |   |    |   |   |    |    |     |    |
| 7.       | Olaszország (ITA)      | 7 | 4  | 2 | 1 | 75 | 52 | +23 | 10 |
| 8.       | Görögország (GRE)      | 7 | 3  | 2 | 2 | 66 | 65 | +1  | 8  |
| 9.       | Kína (CHN)             | 7 | 3  | 0 | 4 | 59 | 61 | –2  | 6  |
| 10.      | Kanada (CAN)           | 7 | 1  | 1 | 5 | 53 | 71 | –18 | 3  |
| 11.      | Japán (JPN)            | 7 | 1  | 0 | 6 | 40 | 85 | –45 | 2  |
| 12.      | Brazília (BRA)         | 7 | 0  | 2 | 5 | 56 | 81 | –25 | 2  |

## Fordítás
- Ez a szócikk részben vagy egészben  a   Waterpolo op de Olympische Zomerspelen 1984 című holland Wikipédia-szócikk fordításán alapul.  Az eredeti cikk szerkesztőit annak laptörténete sorolja fel. Ez a jelzés csupán a megfogalmazás eredetét és a szerzői jogokat jelzi, nem szolgál a cikkben szereplő információk forrásmegjelöléseként.